# Carlo Galli (diplomatico)
Carlo Galli (Firenze, 25 novembre 1878 – Venezia, 12 gennaio 1966) è stato un diplomatico italiano.

## Biografia

### La carriera diplomatica
Laureato in giurisprudenza all'università di Firenze, nel 1904 Galli entrò nella carriera consolare e fu assegnato al consolato italiano di Trieste dove rimase a più riprese per alcuni anni. Nel giugno 1911 è nominato console a Tripoli dove prepara l'invasione italiana della Libia. In seguito svolge altri incarichi consolari all'estero fino allo scoppio della prima guerra mondiale quando viene trasferito al Segretariato generale per gli Affari Civili presso il Comando Supremo.
Dal gennaio del 1919 al dicembre del 1922 fu destinato a Parigi e dove fece parte della delegazione italiana alla Conferenza di Pace. Nel gennaio del 1923 viene nominato Console generale a Damasco dove si trattiene sino all'aprile del 1924.
Nel febbraio del 1924 entrò nei ruoli più alti della carriera diplomatica, successivamente ricoprendo i seguenti incarichi:
- dal settembre 1924 al settembre 1926 Ambasciatore a Teheran (Persia),
- dal novembre 1926 al maggio 1928 Ambasciatore a Lisbona (Portogallo),
- dal giugno 1928 al dicembre 1934 Ambasciatore a Belgrado (Jugoslavia),
- dal gennaio 1935 al giugno 1938 Ambasciatore ad Ankara (Turchia).

Nel corso degli anni trenta, le divergenze fra Galli ed il regime fascista andarono progressivamente aumentando finché, nel giugno del 1938, Galli fu collocato a riposo.
Nel 1939 entrò a far parte del consiglio di amministrazione delle Assicurazioni Generali, dove rimase per alcuni anni.

### La seconda guerra mondiale
Dopo il 25 luglio rientrò nel giro politico e venne nominato Ministro della cultura popolare del I Governo Badoglio, ricoprendo l'incarico dal 15 agosto 1943 al 24 febbraio 1944. In seguito agli eventi dell'8 settembre 1943 fu arrestato dai nazifascisti ed internato prima a San Vittore e poi nel campo di concentramento di Lumezzane, dove restò fino all'aprile del 1945.
Alla fine della guerra venne liberato e poté rientrare a Venezia, dove si ritirò a vita privata.

## Opere
- Diari e lettere. Tripoli 1911 e Trieste 1918, Firenze, 1951